# ناقل متعدد

رسم توضيح للناقل المتعدد

في الجبر متعدد الخطية الناقل متعدد، ويسمى أحيانًا رقم كليفورد، هو عنصر من الجبر الخارجي Λ(V) لمساحة ناقلات V . يتكون من مجموعات خطية من - خطوطk بسيطة  (المعروف أيضا باسم -خطوط متفسخ k  أو k -blades ) من النموذج
{\displaystyle v_{1}\wedge \cdots \wedge v_{k},}
إدن {\displaystyle v_{1},\ldots ,v_{k}} في V
الناقل k هو مزيج خطي متجانس من الدرجة k (جميع المصطلحات هي k شفرات لنفس k ). اعتمادًا على المؤلفين،قد يكون «متعدد العوامل» إما من نوع k vector أو أي عنصر من الجبر الخارجي (أي مجموعة خطية من k -blades).

## التطبيقات
يلعب المفاعلون العديد من الأدوار المهمة في الفيزياء ، على سبيل المثال ، في تصنيف المجالات الكهرومغناطيسية .